# BFCシオーフォク
BFCシオーフォク（Bodajk Futball Club Siófok）は、ハンガリーのショモジ県シオーフォクをホームタウンとするサッカークラブである。2024-25シーズンはネムゼティ・バイノクシャーグIIIに所属。

## 歴史
クラブは1921年夏にシオーフォクSE (Siófok SE) として創設され、最初のクラブカラーは緑と白であった。1956年にシオーフォキ・バーニャースSE (Siófoki Bányász SE) に改称された。
1984年、マジャル・クパ決勝でラーバETOに2-1で勝利して優勝し、UEFAカップウィナーズカップ 1984-85でギリシャのラリッサと対戦した。1984-85シーズンのネムゼティ・バイノクシャーグIIで3位のヴァーツィ・イッゾーを勝ち点3上回り、優勝したヴォラーンに次ぐ2位でネムゼティ・バイノクシャーグIに初昇格した。
NB I最初の試合は1985年8月10日に行われたチェペル戦で8,000人の観客の前でシオーフォキ・バーニャースが3-0で勝利した。4日後にアウェーのヴァシャシュ戦で初の敗戦を喫し、さらに3日後のブダペスト・ホンヴェード戦でホームで初めて敗れた。1985-86シーズンから1993-94シーズンに降格するまでNB Iで連続9シーズンを過ごし、最高順位は1991-92シーズンの4位であった。
1996年にNB II・西グループで優勝してNB Iに復帰し、2000年に降格した。1998年にシオーフォクFC (Siófok FC) に改称、2000年夏にクラブカラーが黄と青と緑に変更されたが、2001年夏に緑が取り除かれてシオーフォク市の特徴である日光とバラトン湖を表す黄と青に変更された。
2002年にNB Iに昇格し、2002-03シーズンは5位になったが、クラブの財政悪化により2003年5月にバラトン・レクラーム・エーシュ・メーディアKft.所有者がクラブの新所有者となり、2003-04シーズンはバラトンFC (Balaton FC) の名前で4位になった。しかし、財政問題によりバラトンFCはディオーシュジュールに移り、シオーフォクのシニアチームは実質的に消滅した。2004-05シーズンは地方政府の支援を受けてユースチームのみが活動した。その後、1947年創設のボダイクFCがシオーフォクに移り、2005-06シーズンにシニアチームが復活、2007年にBFCシオーフォクの名前でNB II・西グループで優勝した。1966年から1979年までシオーフォクに選手として所属し、後に同クラブで監督、プロフェッショナルディレクターを務めたホルヴァート・カーロイによると、BFCシオーフォクの「B」はボダイクFC (Bodajk FC)、バラトン湖 (Balaton)、鉱山労働者 (Bányász) を表している。
2011年10月6日、シオーフォクの企業 FGSZ Zrt.が同日から2012年12月31日までメインスポンサーになり、チームはFGSZシオーフォクと呼ばれることが発表された。

## タイトル
- マジャル・クパ：1回
  - 1983-84

## クラブ名の遍歴
- 1921-1956: Siófok SE
- 1956-1998: Siófok Bányász SK
- 1998-1999: Siófoki FC
- 1999: Balaton TV-Siófok FC
- 1999-2003: Siófoki FC
- 2003-2004: Balaton FC
- 2004-2005: Siófoki Bányász SE
- 2005-2006: Bodajk FC Siófok
- 2006-現在: BFC Siófok

## 欧州の成績
| シーズン | 大会                       | ラウンド  | 対戦相手                     | ホーム | アウェー | 合計 |  |
| -------- | -------------------------- | --------- | ---------------------------- | ------ | -------- | ---- |  |
| 1984-85  | UEFAカップウィナーズカップ | 1回戦     | ラリッサ                     | 1-1    | 0-2      | 1-3  |  |
| 1986     | インタートトカップ         | グループ9 | レフ・ポズナン               | 0-0    | 1-4      | 4位  |  |
| 1986     | インタートトカップ         | グループ9 | LASK                         | 0-0    | 1-1      | 4位  |  |
| 1986     | インタートトカップ         | グループ9 | オーデンセ                   | 0-2    | 4-5      | 4位  |  |
| 1989     | インタートトカップ         | グループ7 | エーレブルー                 | 1-3    | 2-1      | 4位  |  |
| 1989     | インタートトカップ         | グループ7 | スラヴィア・プラハ           | 2-1    | 1-4      | 4位  |  |
| 1989     | インタートトカップ         | グループ7 | FC Wettingen                 | 0-3    | 1-3      | 4位  |  |
| 1990     | インタートトカップ         | グループ3 | レフ・ポズナン               | 0-2    | 1-3      | 3位  |  |
| 1990     | インタートトカップ         | グループ3 | マッカビ・ハイファ           | 0-0    | 0-3      | 3位  |  |
| 1990     | インタートトカップ         | グループ3 | ブネイ・イェフダ             | 3-1    | 1-0      | 3位  |  |
| 1991     | インタートトカップ         | グループ6 | グラスホッパー               | 1-1    | 0-1      | 2位  |  |
| 1991     | インタートトカップ         | グループ6 | フレム                       | 3-3    | 4-1      | 2位  |  |
| 1991     | インタートトカップ         | グループ6 | オリンピア・リュブリャナ     | 辞退   | 辞退     | 2位  |  |
| 1992     | インタートトカップ         | グループ2 | スパルタ・プラハ             | 1-1    | 1-2      | 1位  |  |
| 1992     | インタートトカップ         | グループ2 | フォルヴェルツ・シュタイアー | 2-2    | 3-1      | 1位  |  |
| 1992     | インタートトカップ         | グループ2 | ローザンヌ・スポルト         | 1-0    | 1-0      | 1位  |  |

## 歴代監督
- データーリ・ラヨシュ 2008-2009

## 歴代所属選手
- ヒュレプ・マールトン 2003-2004
- 本間和生 2010-2011
- ボヤン・ボジョヴィッチ 2011-2012